# Горнадская котловина
Горнадская котловина (словац. Hornádská kotlina) — межгорная котловина в восточной Словакии, часть Фатранско-Татранской области. Горнадская котловина лежит в бассейне реки Горнад. Густо покрыта хвойными лесами, преимущественно еловыми, реже сосновыми. На территории котловины существует несколько заповедников, крупнейшим из которых является Древеник.

## Достопримечательности
- Заповедники и охраняемые территории Древеник, Сива Брада, Червене Скалы, Словинска Скала, Вапеник и т. д.
- Пещера Шарканова Дьера
- Каменный «гриб» — Маркушовски Скалны Гриб
- Горнолыжные центры Кромпахи, Плейсы, Спишска-Нова-Вес и т. д.
- Летние зоны отдыха в Чингове и Клашториску
- Велосипедная Горнадская цикломагистрала
- Город Спишске-Подградье со Спишске-Градом